# عبد الأمير علاوي
عبد الأمير عباس علاوي أمين ناصر منصور الربيعي هو طبيب وسياسي عراقي، ولد في بغداد عام 1912، وتوفي في لندن في 11 تموز 1998، ويعود أصله إلى عشيرة ربيعة.
درس في المدرسة الجعفرية وأكمل الدراسة في الثانوية المركزية، وكان الثاني على مستوى العراق سنة 1928. التحق بكلية الطب في الدورة الثانية عام 1928 وتخرج سنة 1933 وكان أحد الأوائل، تخصص في طب الأطفال من المملكة المتحدة ثم عاد إلى العراق وتعين في العيادة الخارجية للمستشفى الملكي.
عين معيدا في مستشفى حماية الأطفال حيث تولى تدريب الطلاب في الردهات، عين أستاذا مساعدا في الكلية الطبية في اختصاص طب الأطفال وعين مدير جمعية حماية الأطفال في العراق وعمل على فتح مراكز للجمعية في أطراف بغداد. شغل منصب مدير مستشفى حماية الأطفال سنة 1947. منح رتبة أستاذ في الكلية الطبية لأمراض الأطفال عام 1952. 
عين وزيرا للصحة سنة 1953 وشغل نفس المنصب في الوزارات المتعاقبة حتى 14 تموز 1958 عندما قامت الثورة التي أطاحت بالنظام الملكي في العراق.
كان له دور في إنشاء معمل الألبان ومكافحة الملاريا والأمراض المتوطنة الأخرى كالسل والجدري، ووضع قانون التدرج الطبي وقانون الصيدلة وأنشاء مصرف الدم وله الدور الكبير في إنشاء كلية الطب في الموصل والبصرة.
عبد الأمير علاوي هو والد السياسي العراقي الحالي علي عبد الأمير علاوي وعم إياد علاوي، وقد كان متزوجا من أخت أحمد الجلبي الكبرى.

## كتاب
- نشر ابنه علي عبد الأمير علاوي في لندن عام 2000 كتابا بعنوان «تجارب وذكريات» وهو عبارة عن مذكرات شخصية للدكتور عبد الأمير علاوي التي دونها قبل وفاته.[1]